# Schnauzer estándar
El Schnauzer estándar o Schnauzer mediano es la versión mediana de la raza canina de origen alemana Schnauzer. Siendo la primera en existir de las tres variedades de schnauzer, y a pesar de su pelaje y aspecto en general, no se relaciona con los terriers ingleses. Esta raza es robusta de complexión cuadrada y tamaño mediano. Fue la raza favorita de Alberto Durero y Rembrandt.[cita requerida]

## Apariencia
El Schnauzer estándar tiene un pelaje áspero, con colores que van del sal y pimienta al negro sólido, también suelen existir casos en que el pelaje sea blanco puro. El pelo en la cara se alarga para formar una barba y las cejas. La raza es robusta, y debe ser “pesada” para su altura con las porciones del músculo y del hueso. El peso y la altura son: Los machos entre 45 cm y 50 cm de alto en cruz y pesan generalmente entre 13.10 kg y 20.10 kg. Las hembras están entre 42.50 cm y 47.00 centímetros de altura en cruz y pesan entre 11 kg y 18 kg. Anteriormente las orejas y el rabo eran cortadas. Sin embargo, en muchos países europeos y en Australia, el corte de orejas y cola se prohíbe y los perros lucen sus orejas y colas naturales. En los Estados Unidos, la mayoría de los perros tienen orejas y cola recortadas.

## Utilidad

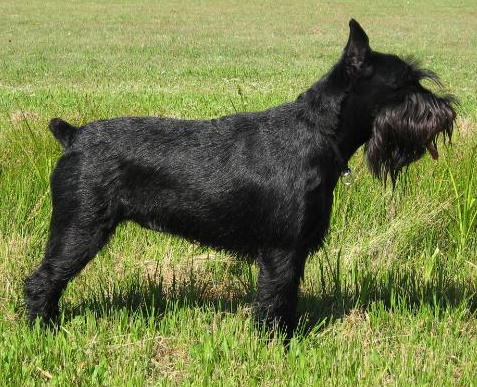
Schnauzer adulto de color negro con cola y orejas cortadas.

Es una raza que, al igual que el Pinscher Alemán, se creó para el exterminio de las alimañas de las granjas, aunque no tardó en destacar en otras tareas, como: conducir el ganado. Es celoso, fiel, cariñoso y es útil para la compañía de ancianos y niños.

## Nombre
El nombre de Schnauzer se le da a la raza por su primera presentación en público en un certamen de exposición. Este certamen (Hannover 1879) lo ganó un perro presentado como Pinscher de pelo duro. El can ganador se llamaba Schnauzer ("Morro u Hocico") y a partir de entonces, todos los Pinscher de pelo duro han recibido el nombre de Schnauzer.
En su país de origen se le conoce como Mittelschnauzer (Schnauzer mediano) para distinguirlo del forma gigante y el forma miniatura.

## Historia
Al margen del origen de la raza (explicado en el apartado sobre el nombre), cabe destacar que el estándar racial del Schnauzer se fijó por primera vez en el año 1880, y en el año 1885 se creó el primer club de la raza en Alemania. Se tuvo que esperar 40 años más, para que se hiciera lo propio en Estados Unidos (1925).

## Clasificación
La clasificación del Schnauzer ha traído consigo polémica, ya que no se le clasifica como terrier, probablemente por no ser una raza que se derive de los como perros de madriguera. La polémica está en que perros como el Manchester terrier sí están clasificados como terrier y son, como es el caso del mencionado, el prototipo del perro ratonero sin ser propiamente un perro de madriguera.